# Rue Barbette
Rue Barbette är en gata i Quartier des Archives i Paris tredje arrondissement. Gatan är uppkallad efter det numera försvunna Hôtel Barbette. Rue Barbette börjar vid Rue Elzévir 7 och slutar vid Rue Vieille-du-Temple 68.

## Omgivningar
- Saint-Denys-du-Saint-Sacrement
- Jardin Arnaud Beltrame
- Allée Arnaud Beltrame
- Square Léopold-Achille
- Square Georges-Cain
- Rue de Hesse
- Rue Villehardouin
- Impasse Saint-Claude
- Rue Saint-Claude
- Rue Sainte-Anastase
- Rue Debelleyme

## Bilder
| - Rue Barbette i början av 1900-talet. - Gatuskylt. - Saint-Denys-du-Saint-Sacrement. - Square Georges-Cain. |

## Kommunikationer
- Tunnelbana – linje  – Chemin Vert
- Busshållplats Rue Vieille du Temple – Paris bussnät, linje 29

### Webbkällor
- ”Rue Barbette”. Mairie de Paris. https://web.archive.org/web/20150910131918/http://www.v2asp.paris.fr/commun/v2asp/v2/nomenclature_voies/Voieactu/0652.nom.htm. Läst 21 oktober 2023.
- ”Rue Barbette (3ème arrondissement)”. Les rues de Paris. https://web.archive.org/web/20190905195939/http://www.parisrues.com/rues03/paris-03-rue-barbette.html. Läst 21 oktober 2023.